# Viktorija Čmilytė
Viktorija Čmilytė é uma jogadora de xadrez da Lituânia com diversas participações nas Olimpíadas de xadrez. Čmilytė participou da edição de Yerevan (1996), Istambul (2000), Calvià (2004), Turim (2006), Dresden (2008) e Istambul (2012). Individualmente, seu melhor resultado foi duas medalhas de ouro em 2000 e 2004, jogando no primeiro tabuleiro. Participou também do Campeonato Mundial Feminino de Xadrez de 2004 no qual foi eliminada nas quartas de final por Maia Chiburdanidze, do Campeonato Mundial Feminino de Xadrez de 2006 na qual foi eliminada na semi final por Alisa Galliamova e do Campeonato Mundial Feminino de Xadrez de 2008 no qual foi eliminada na segunda rodada por Nadejda Kosintseva.